# 30159 Behari
30159 Behari è un asteroide della fascia principale. Scoperto nel 2000, presenta un'orbita caratterizzata da un semiasse maggiore pari a 2,5413851 UA e da un'eccentricità di 0,1525479, inclinata di 3,12022° rispetto all'eclittica.